# The Gift (álbum de Susan Boyle)
The Gift é o segundo álbum de estúdio cantora escocesa Susan Boyle, lançado no dia 8 de novembro de 2010 no Reino Unido e em 9 de novembro nos Estados Unidos.
Foi recebido com críticas geralmente mistas, obtendo uma média de 59/100 no Metacritic, que se baseou em quatro resenhas recolhidas. The Gift estreou no topo da UK Albums Chart, da Dutch Albums Chart e da New Zealand Albums Chart, além da Billboard 200, pela venda de 318 mil cópias em sua primeira semana nos Estados Unidos; manteve a posição na semana seguinte, com 335 mil cópias, um aumento de 5% em relação à semana anterior. The Gift foi indicada ao Grammy Award na Categoria de Melhor Álbum Pop  Vocal. O álbum vendeu aproximadamente sete milhões de cópias.

## Prêmio
Recebeu uma indicação em 2012 no 54th Grammy Awards de melhor álbum pop vocal.

## Faixas
1. "Perfect Day" - 4:31
2. "Hallelujah" - 3:53
3. "Do You Hear What I Hear?"(cover de Whitney Houston) - 3:55
4. "Don't Dream It's Over" - 3:47
5. "The First Noel" - 2:59
6. "O Holy Night" - 4:04
7. "Away in a Manger"  - 2:56
8. "Make Me a Channel of Your Peace" - 4:24
9. "Auld Lang Syne" - 2:45
10. "O Come All Ye Faithful"  - 2:06
11. "Vapor Trail" - 3:46 (faixa bônus japonesa)